# El vagabundo y la estrella
El vagabundo y la estrella és una pel·lícula espanyola de gènere comèdia-musical estrenada en 1960, codirigida per Mateo Cano i José Luis Merino i protagonitzada en els papers principals per Alfredo Kraus, Ana Esmeralda i Antonio Casal.
Es tracta de la segona incursió de Kraus com a actor en el món del cinema després de la pel·lícula Gayarre de 1959.
La B.S.O. de la pel·lícula va ser editada pel segell discogràfic Carillon, propietat del mateix Alfredo Kraus. D'aquest enregistrament discogràfic, el mestre Enrique Belenguer Estela va dirigir les 6 àries d'òpera (la Cara A del primigeni disc de vinil) i el mestre Salvador Ruiz de Luna va dirigir les 4 cançons compostes per ell mateix ex profeso per a la pel·lícula, a més d'altres 2 composicions (la Cara B del primigeni disc de vinil).

## Argument
Un jove i famós cantant d'òpera és contínuament assetjat pels paparazzi, la premsa i les multituds de fans. Per això decideix canviar de vida per romandre en l'anonimat i es trasllada a viure a Espanya. Durant el trajecte és assaltat per uns lladres que li roben el cotxe i els diners, però coneix a Bartolo, un rodamon amb qui entaula una entranyable amistat. Una vegada a Espanya coneix a Mercedes, una ballarina maca i reeixida, que el tracta com si fos pobre, ja que ell decideix no explicar-li la veritat.

## Repartiment
- Alfredo Kraus com	Jorge Salcedo / Peter Kaufman
- Ana Esmeralda com Mercedes Abril
- Antonio Casal com Bartolo
- Ángela Bravo
- José Calvo com Eufrasio
- Isarco Ravaioli
- Antonio Puga
- Celia Foster
- Aníbal Vela
- Josefina Serratosa
- Ena Sedeño
- Julio Goróstegui
- Juan Cortés
- Manuel Arbó
- Rufino Inglés
- Charito Trallero
- Diana Lorys
- Mara Laso
- Montserrat Laguna
- Paula Martel
- Ángel Calero
- Juan Cazalilla
- Luis Vilar
- Anastasio Campoy
- Ángel del Pozo
- José Luis Uribarri
- Antonio Molino Rojo